# Донгузорун-Чегет-Карабаши
Донгузорун-Чегет-Карабаши́ или Донгу́з-Ору́н (груз. ბაბისმთა) — вершина Главного (или Водораздельного хребта) Большого Кавказа, в Приэльбрусье. Расположена в республике Кабардино-Балкария Российской Федерации. Высота — 4454 м.
Рядом, на высоте 3203 м расположен горный перевал Донгузорун через Главный хребет между долинами рек Баксан (Россия) и Ингури (Грузия). У подножия Донгузорун-Чегет-Карабаши протекает один из притоков Баксана — река Донгуз-Орун.

## Топографические карты
- Лист карты K-38-26-А. Масштаб: 1 : 50 000. Указать дату выпуска/состояния местности.